# Gavriil Trotușan
Gavril Trotușan (n.  ? – d. 11 martie 1541) a fost un important boier și dregător în Sfatul Domnesc al Țării Moldovei, având reședința boierească la Părhăuți. Este ctitorul Bisericii „Duminica Tuturor Sfinților” din Părhăuți, destinată atât cultului religios, cât și ca necropolă familială, sfințită în 1522 în prezența domnului Ștefăniță Vodă, a mitropolitului Moldovei și a altor personalități marcante ale vremii.
Pe parcursul vieții sale a slujit următorilor domni: Ștefan cel Mare, Bogdan al III-lea cel Orb (1504–1517), Ștefăniță vodă (1517–1527), Petru Rareș (1527–1538, prima domnie), Ștefan al IV-lea Lăcustă (septembrie 1538 – decembrie 1540), Alexandru Cornea (decembrie 1540 – februarie 1541).

## Biografie

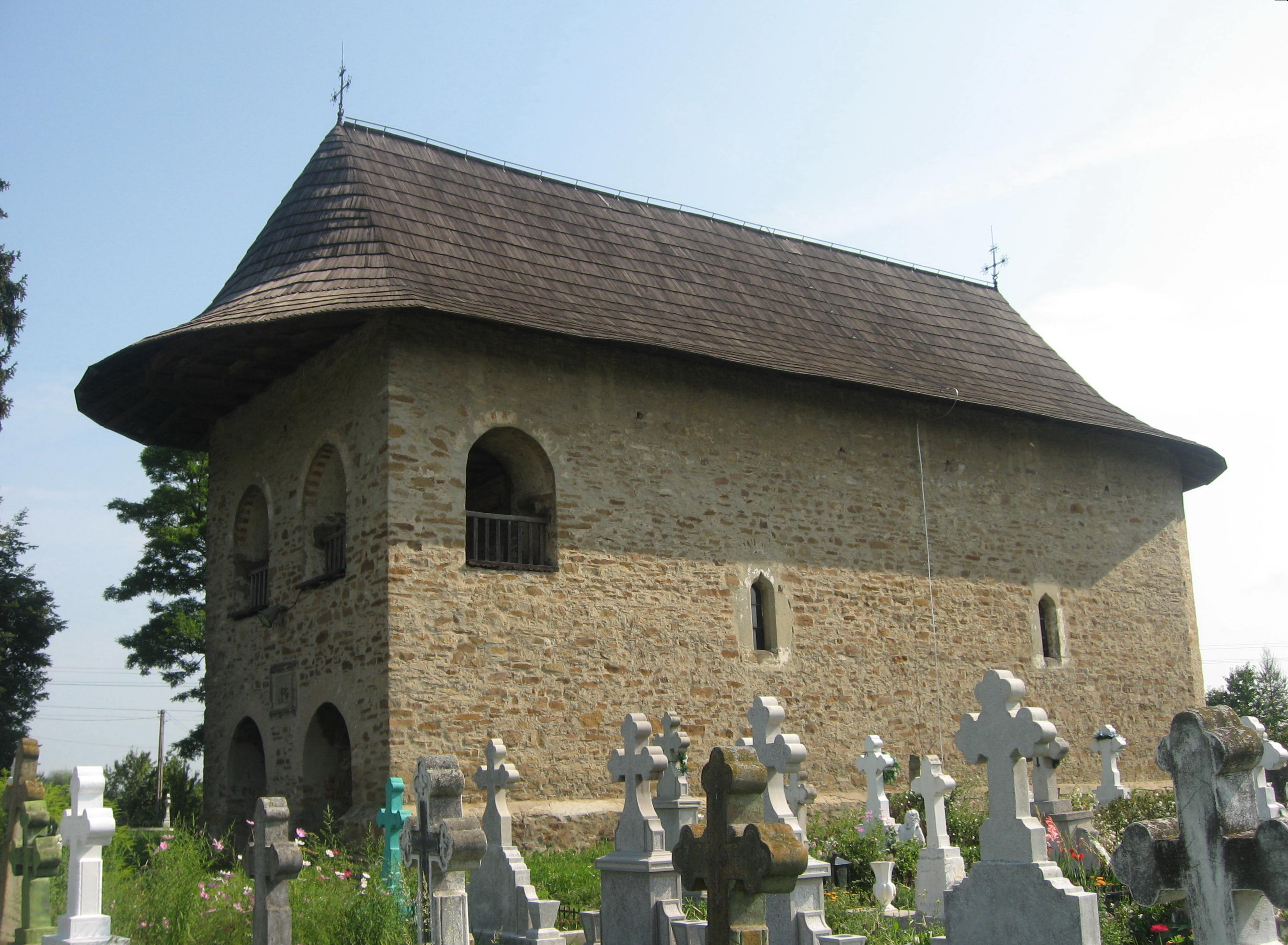
Biserica „Duminica Tuturor Sfinților” din Părhăuți, ctitorită în 1522 de Gavriil Totușan

Data exactă a nașterii sale nu este cunoscută, cel mai probabil s-a născut în a doua jumătate a secolului al XV-lea. Mama lui, Maria, provenea din familia Parhovschi, cunoscută încă din timpul lui Alexandru cel Bun. Tatăl său, Anjinco Vameșul, originar din Trotuș, a luptat în Bătălia de la Războieni în 1476, alături de Ștefan cel Mare. Ambii părinți, Maria și Anjinco, au fost îngropați în Biserica „Duminica Tuturor Sfinților” din Părhăuți, pe mormintele lor aflându-se pietre tombale.
A fost căsătorit de două ori. Prima soție, Ana, a murit în 1520, probabil în timpul nașterii, fiind înmormântată în Biserica veche din lemn din Părhăuți. A doua soție a fost Sofica, fiica lui Luca Arbore. Documentele nu ne oferă informații cu privire la descendenții lui Gavriil Trotușan, probabil a avut o fiică.

## Cariera politică
În  ultimii ani de domnie ai lui Ștefan cel Mare a ocupat postul de spătar. Pe 14 februarie 1506, Gavril Trotușan a fost numit vistiernic, apoi mare vistiernic, funcție pe care a deținut-o până pe 21 decembrie 1515. A fost numit mare logofăt de către Bogdan al III-lea, menținând această poziție până la 25 martie 1523. Gavril Trotușan a fost implicat în răscoala boierilor din 1523 împotriva lui Ștefăniță Vodă și s-a refugiat la Bistrița, unde a folosit pe un anume Toma Aurarul pentru a crea tensiuni între Bistrița și Moldova. Din cauza acestor conflicte, bistrițenii au rupt legăturile comerciale cu moldovenii. Atât Trotușan, cât și Toma Aurarul au fost închiși la 8 septembrie 1523, dar domnitorul l-a eliberat pe Gavril, neputându-i dovedi vina, deși acesta nu a mai fost reintegrat în Sfat.
Probabil s-a retras în Polonia, revenind în viața politică în 1530, în timpul primei domnii a lui Petru Rareș, când a reapărut în Sfatul Domnesc ca al doilea sfetnic, fără titlu oficial, și a activat astfel până în septembrie 1537. Din 24 mai 1539 până în martie 1541, a deținut din nou funcția de mare logofăt sub domnia lui Ștefan Lăcustă.
Gavril Trotușan a fost decapitat la ordinul lui Petru Rareș, pe 11 martie 1541, din cauza participării a unui complot împotriva domnului. Locul unde a fost îngropat trupul său rămâne necunoscut, deși unele opinii susțin că ar fi fost înmormântat în zidul Bisericii din Părhăuți, fără ca vreun semn să ateste acest lucru.